# Stephan Ory
Stephan Ory (* 1958 in Saarbrücken) ist deutscher Rechtsanwalt auf dem Gebiet des Medienrechts, Vorsitzender des Medienrates der Landesmedienanstalt Saarland, Honorarprofessor der Rechtswissenschaftlichen Fakultät der Universität des Saarlandes und Direktor am Institut für Europäisches Medienrecht (EMR) in Saarbrücken.

## Biographie
Ory studierte von 1978 bis 1983 Rechtswissenschaften an der Universität des Saarlandes. Er legte 1983 die Erste juristische Staatsprüfung und 1986 die Zweite juristische Staatsprüfung ab. Parallel dazu übernahm Ory in der Zeit von 1983 bis 1985 Funktionen in der Anstalt für Kabelkommunikation in Ludwigshafen am Rhein, zuletzt leitete er die Abwicklungsredaktion. 1986 promovierte er an der Rechts- und Wirtschaftswissenschaftlichen Fakultät der Universität des Saarlandes über das Thema „Freiheit der Massenkommunikation“.
Danach übernahm Ory Tätigkeiten als Geschäftsführer in der Teleclub GmbH, München. Von 1988 bis 1990 arbeitete er als Abteilungsleiter Neue Medien beim Bundesverband Deutscher Zeitungsverleger e. V. (BDZV) in Bonn.
Ory ist seit 1988 zur Rechtsanwaltschaft zugelassen, zunächst beim Landgericht in Bonn, seit 1990 in Saarbrücken.
Seit 2000 ist er Mitglied des Medienrates der Landesmedienanstalt Saarland (LMS). Seit ist er dessen 2005 Vorsitzender.
Ory ist Gründungsmitglied des Instituts für Europäisches Medienrecht e.V. (EMR) in Saarbrücken/Brüssel. Von 2003 bis 2011 war er dort Mitglied des Vorstandes. 2011 wurde er Vorsitzender des Vorstands und übernahm bis Juni 2014 die Funktion als Wissenschaftlicher Direktor. Seit Juli 2014 ist er Direktor des EMR.
Von 2014 bis 2020 war Ory Vorsitzender des Vereins Deutscher EDV-Gerichtstag. Von 1990 bis 2023 war er Geschäftsführer der Arbeitsgemeinschaft Privater Rundfunk (APR).
Ory nimmt zudem seit 2001 einen Lehrauftrag an der Universität des Saarlandes wahr. Im Jahr 2009 erfolgte die Bestellung zum Honorarprofessor für Rundfunk- und Urheberrecht durch die Universität des Saarlandes.

## Mitgliedschaften
- Seit 1990 (Gründungs-)Mitglied und Mitglied des Vorstandes des Institut für Europäisches Medienrecht (EMR), seit 2014 Direktor
- Seit 2000 Mitglied des Medienrates der Landesmedienanstalt Saarland (LMS), seit 2005 Vorsitzender des Medienrates
- Mitglied des Studienkreises für Presserecht und Pressefreiheit e.V.
- Mitglied des Institut für Urheber- und Medienrecht e. V.
- Mitglied im Deutschen EDV-Gerichtstag e.V.

## Ehrungen/Auszeichnungen
- 2009 Ernennung zum Honorarprofessor an der Universität des Saarlandes

## Veröffentlichungen (Auszug)
- Periodisch: Hörfunkjahrbücher. Berlin. Z.B.: Bauer, H./Ory, S. (Hrsg.), „Hörfunk-Jahrbuch 2009/2010“, Special Digitalradio, Vistas Verlag, Berlin 2009, ISBN 978-3-89158-503-0.
- Freiheit der Massenkommunikation – Am Beispiel der Programmveranstalter im Kabelpilotprojekt (Dissertation). Ludwigshafen. Frankfurt/Bern/New York 1987, ISBN 978-3-8204-9903-2.
- Der Urknall im Medienlabor – Das Kabelpilotprojekt Ludwigshafen. Berlin 1987, ISBN 3-89158-027-4.
- Inhalt gestalten – Technik nutzen. Beiträge zur Medienentwicklung im vereinten Deutschland. Festschrift für Claus Detjen, Vistas Verlag, Berlin 1996, ISBN 3-89158-169-6.
- https://www.medienpolizei.de/?, in: AfP 1996, S. 105.
- Landesgleichstellungsgesetz – LGG – Gesetz zur Durchsetzung der Gleichberechtigung von Frauen und Männern. Kommentar. Saarbrücken 1997.
- Freie Mitarbeiter in den Medien. (mit Jens M. Schmittmann) Verlag C.H. Beck, München 2002, ISBN 978-3-406-49536-6.
- Erste Entscheidungen zur angemessenen und redlichen Vergütung nach § 32 UrhG, in: AfP 2006, S. 9.
- Durchsetzung einer „Gemeinsamen“ Vergütungsregel nach § 36 UrhG gegen den Willen der anderen Partei, in: ZUM 2006, S. 914.
- Rechtliche Überlegungen aus Anlass des „Handy-TV“ nach dem DMB-Standard, in: ZUM 2007, S. 7.
- Gebührenurteil 2.0 – Ein Update aus Karlsruhe, in: AfP 2007, S. 401–407.
- Die Zukunft des Mediums „Radio“, in: „Rundfunk-Perspektiven“. In: Rundfunk-Perspektiven, Festschrift für Fritz Raff. Schriftenreihe des Instituts für Europäisches Medienrecht (EMR), Band 37, Nomos Verlagsgesellschaft, Baden-Baden 2008, S. 225–232, ISBN 978-3-8329-3401-9.
- Zündfunke iPhone-Apps: Kollision von Presse und öffentlich-rechtlichen Rundfunkanstalten im Internet, in: K&R 2010, Editorial.
- Rundfunk und Presse im Internet – Die Tagesschau, das iPhone und die tripolare Medienordnung, in AfP 2010, S. 20.
- Beschluss des OVG des Saarlandes vom 30. August 2010 „Zum Anspruch einer privaten Rundfunkanstalt auf Aufzeichnung der öffentlichen Sitzungen einer Stadtverwaltung“, in: AfP 2011, S. 307–312.
- Rundfunkrecht. In: Artur-Axel Wandtke, Medienrecht – Praxishandbuch. Berlin 2011, ISBN 978-3-89949-555-3
- Nur die Tagesschau wäre ein bisschen wenig, in: K&R 2011, Editorial.
- Recherche, redaktionelle Daten und Datenschutz, in AfP 2012, S. 109.
- Zur Verknüpfung von Medienrecht und TK-Recht am Beispiel von UKW nach der TKG-Novelle, in: AfP 2012, 234